# Дон-Маседу-Коста
Дон-Маседу-Коста (порт. Dom Macedo Costa) — муниципалитет в Бразилии, входит в штат Баия. Составная часть мезорегиона Агломерация Салвадор. Входит в экономико-статистический микрорегион Санту-Антониу-ди-Жезус. Население составляет 3634 человека на 2006 год. Занимает площадь 93,215 км². Плотность населения — 39,0 чел./км².

## Статистика
- Валовой внутренний продукт на 2003 год составляет 8 749 611,00 реалов (данные: Бразильский институт географии и статистики).
- Валовой внутренний продукт на душу населения на 2003 год составляет 2373,74 реала (данные: Бразильский институт географии и статистики).
- Индекс развития человеческого потенциала на 2000 год составляет 0,647 (данные: Программа развития ООН).